# Петапанский сапотекский язык
Петапанский сапотекский язык (Petapa Zapotec, Zapoteco de Santa María Petapa) — сапотекский язык, на котором говорят в городах Санто-Доминго-Петапа и Санта-Мария-Петапа в округе Хучитан севернее перешейка штата Оахака в Мексике.